# Daniel Jenky
Daniel Robert Jenky CSC (ur. 3 marca 1947 w Chicago, Illinois) – amerykański duchowny katolicki, w latach 2002–2022 biskup diecezji Peoria w metropolii Chicago.
Kształcił się w St. Laurence Hihg School pod dyrekcją irlandzkich Braci w Chrystusie, a następnie na Uniwersytecie Notre Dame. W tym czasie wstąpił również do nowicjatu Zgromadzenia Krzyża Świętego w Bennington, Vermont. Profesję złożył w 1973 roku. W tym samym roku uzyskał dyplom z teologii (miał już wówczas dyplom z historii zdobyty w 1970). 6 kwietnia 1974 roku otrzymał święcenia kapłańskie. Został wykładowcą w Phoenix, Arizona. W roku 1975 powrócił na swą alma mater Notre Dame jako rektor kampusu Dillon Hall i rektor kościoła Najświętszego Serca (za jego kadencji stał się bazyliką).
21 października 1997 otrzymał nominację na biskupa pomocniczego Fort Wayne-South Bend ze stolicą tytularną Amantia. Sakrę otrzymał z rąk biskupa Johna D’Arcy, ówczesnego ordynariusza diecezji. Oprócz obowiązków biskupich został wyznaczony na rektora konkatedry św. Mateusza w South Bend i proboszcza tamtejszej parafii. 12 lutego 2002 mianowany biskupem Peoria w Illinois. Ingres do katedry NMP miał miejsce 10 kwietnia 2002. W tym samym roku bp Jenky otworzył proces beatyfikacyjny urodzonego na terenie diecezji abpa Fultona Sheena.
3 marca 2022 papież przyjął jego rezygnację z pełnionego urzędu, złożoną ze względu na wiek. 